# DR-Baureihe 13.18
Die Deutsche Reichsbahn hat mit Baureihe 13.18 zwei Lokomotivgattungen der ehemaligen Großherzoglich Oldenburgische Staatseisenbahnen bezeichnet:
- 13 1801 bis 13 1806: siehe Oldenburgische S 3
- 13 1851 bis 13 1861: siehe Oldenburgische S 5

Die Lokomotiven, beides Schlepptenderloks der Bauart 2’B n2v, wurden von der Reichsbahn bei ihrer Gründung 1920 übernommen. Sie erhielten ihre Reichsbahnnummerierung entsprechend dem Umzeichnungsplan der DR im Jahr 1925. Sie wurden bereits kurz nach der Umzeichnung bis 1927 ausgemustert.